# 明基材料
明基材料（英語：BenQ Materials），全称明基材料股份有限公司，隶属明基友达集团旗下，是在台湾证券交易所独立上市的一家公司。公司是从偏振片厂转型进入医疗产业。

## 历史
明基材料成立于1998年7月，最初生产光碟，后来转型生产偏振片，并逐渐扩展到一些高附加价值光学材料。截至2019年，又已涉足医疗产品，目前在亚洲市场提供隐形眼镜、祛痘贴等产品。明基材料还试水了电子材料领域，例如车用锂电池隔离膜等产品。

## 品牌
在医疗产品领域，明基材料有护妍天使、美若康、安适康等品牌，其中：
护妍天使（DermaAngel）
护妍天使主要包括痘痘贴、洗面乳、抗痘凝胶等产品。
美若康（Miacare）
美若康主要是隐形眼镜，还提供美瞳等产品，其“高透氧硅水胶日抛隐形眼镜”和“绽美硅水胶彩色日抛隐形眼镜”相继获得2014年、2015年台湾精品奖。

## 奖项
- 2023年，Xpore海洋廢棄回收紗機能織物榮獲「台灣精品獎金質獎」[12]
- 2023年，「RTO廢熱回收設備抵換專案」獲得台灣環保署認證及碳抵換額度[13]
- 2023年，打造全方位人才，榮獲「亞洲企業社會責任獎 - 人力投資獎」[14]
- 2023年，矽水膠隱形眼鏡材料榮獲「第八屆經濟部國家產業創新獎」[15]
- 2022年，安適康疤痕護理矽膠筆、美若康綻美彩色月拋型矽水膠隱形眼鏡及 Xpore 時尚隨護帽T和 Xpore 防水透氣純棉機能織物，榮獲 2022 年台灣精品獎[16][17][18][19]
- 2019年，明基材料的超薄多功能整合性上板，获得2019年显示器元件产品技术奖（Gold Panel Awards 2019）材料及零组件类杰出产品奖。[20]